# Black Coffee (roman français, 2013)
Pour les articles homonymes, voir Black Coffee (homonymie).
Black Coffee est un roman de Sophie Loubière  se déroulant le long de l'historique Route 66, route qui traverse les États-Unis d’est en ouest, de Chicago à Los Angeles.

## Résumé
Le représentant de commerce Benjamin Blur parcourt régulièrement la Route 66, envoyant de temps à autre des cartes postales à sa famille. En 1966 la maison des Blur à Narcissa en Oklahoma est le théâtre d’un drame : l’aîné des enfants, Desmond assiste à une agression sauvage contre sa mère et au  meurtre de sa petite sœur.

Au cours des années suivantes d’autres meurtres se déroulent en divers endroits de cette route.
En juillet 2007 la famille Lombard visite les États-Unis en passant par la route 66. Lors d’une étape, le père disparaît mystérieusement. 
En septembre 2010 le professeur Desmond Blur apprend la mort de son père, avec lequel il n’entretenait plus aucun lien, et se rend à Sedona en Arizona pour les obsèques.

Dans le même temps, à Nancy, Lola Lombard reçoit un appel téléphonique de son mari, appel intrigant mais qui révèle que celui-ci est toujours vivant. Lola décide de prendre l’avion et de repartir à la recherche de son mari sur les lieux de sa disparition.
Les personnages vont se croiser, à la recherche conjointe de Pierre Lombard et du tueur de la route 66.

## Analyse
Le titre du livre est inspiré d'une chanson de Peggy Lee.
L’intrigue vise à prouver l’existence d’un tueur en série pour des assassinats apparemment sans lien (sauf le lieu des meurtres, la route 66), à déterminer son identité et à le retrouver là où il se cache, conduisant par là même à révéler les secrets de la famille Blur.
Au delà de l’intrigue, l’intérêt se porte sur cette route 66, et en particulier sur le désert Mojave (le titre du roman renvoie au film Bagdad Café auquel l’auteur se réfère d'ailleurs explicitement), intérêt pointé en quatrième de couverture de l’édition Pocket par une critique du journal L’Humanité : « une authentique réussite, qui donne envie de prendre à son tour la route 66 ».